# Henry Harland

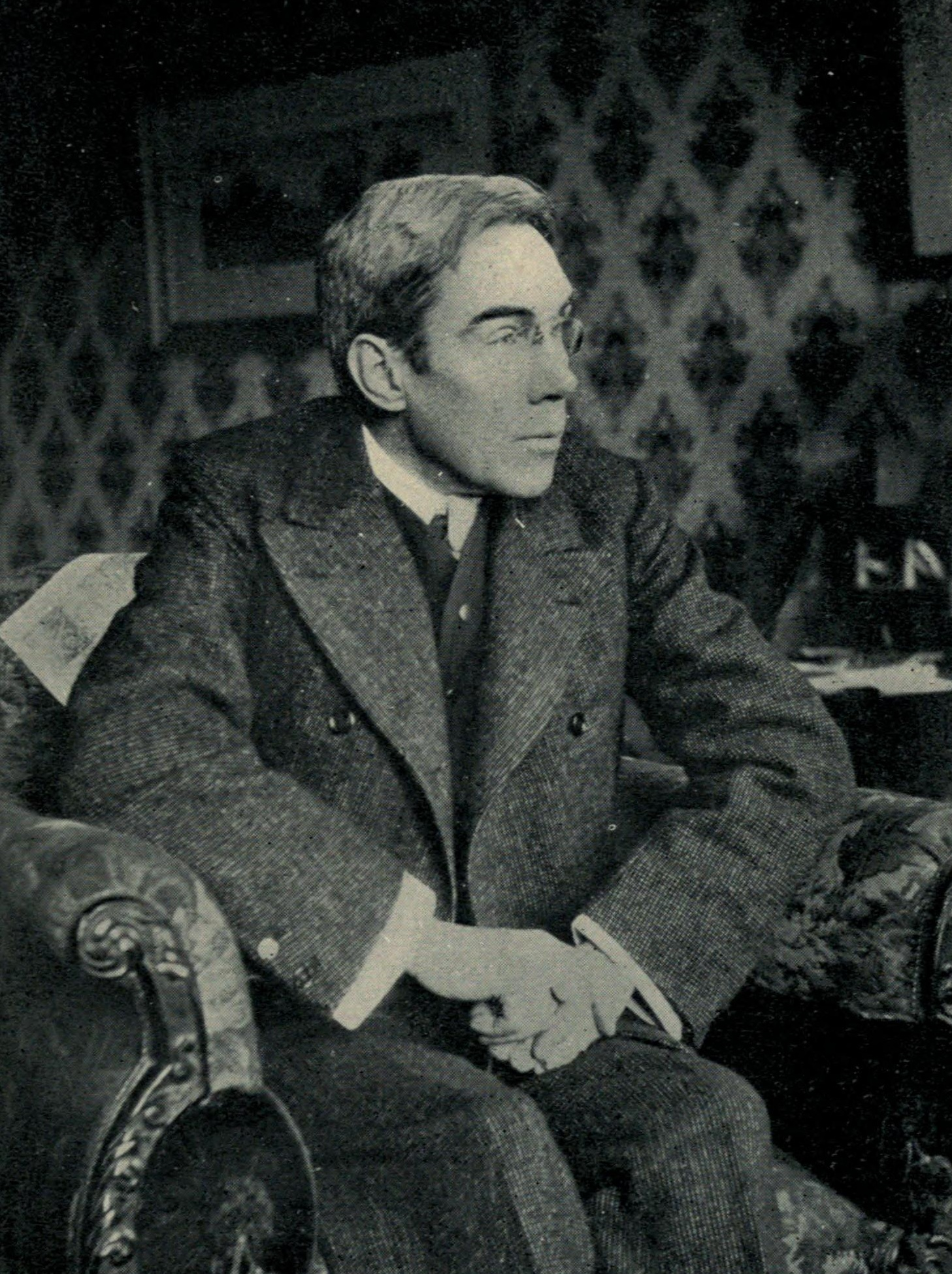
Henry Harland

Henry Harland, född 1 mars 1861, död 20 december 1905, var en amerikansk författare.
Harland studerade vid Harvarduniversitetet, och levde senare mestadels i London. Harland utgav tillsammans med Aubrey Beardsley tidskriften "The yellow book" (1894-1897), vilken införde den symbolistiska rörelsen i Storbritannien. Bland hans skrifter märks Cardinal's snuff-box (1900) och The Lady Paramount (1902).

## På svenska
- Två qvinnor eller en? (översättning K. B., Bille, 1890) (Two women or one?)
- Trofast: berättelse (översättning Ebba Wester, Kindberg, 1891) (True as steal)
- Länsgrefvinnan (översättning Hanny Flygare, 1902) (The lady Paramount)
- Kardinalens snusdosa (översättning Hanny Flygare, Fahlcrantz, 1903) (Cardinal's snuff-box)
- Grefvinnan af Sampaolo (okänd översättare, 1907) (The lady Paramount)
- Kort lycka (översättning  A. Berg (dvs. Adil Bergström), Holmquist, 1912)
- Hertiginnan Beatrice (översättning  A. Berg (dvs. Adil Bergström), Holmquist, 1914)